# بژژنه (شهرستان اولسنو)
بژژنه (به لهستانی:  Brzeziny) یک روستا در لهستان است که در گمینا پراشکا واقع شده‌است.